# Solo/Quante volte
Solo/Quante volte è il decimo singolo a 45 giri di Claudio Baglioni, pubblicato in Italia dalla RCA Italiana nel 1977.

## Il singolo
Il disco fu pubblicato all'inizio del 1977, come singolo trainante dell'album Solo; entrambe le canzoni sono scritte, sia per il testo che per la musica, da Baglioni, senza più la collaborazione di Antonio Coggio.

## Tracce
Testi e musiche di Claudio Baglioni.
1. Solo – 5:00
2. Quante volte – 5:00

Durata totale: 10:00

## Brani
Solo
Solo descrive l'attimo esatto in cui due fidanzati guardandosi negli occhi stanno concludendo per sempre la loro relazione. La decisione è stata presa da lei, la quale dice di continuare a volergli bene, di non darsi pena e di avere cura di sé stesso senza abbandonarsi. Lui è triste, e mentre le dice di mangiare e non farsi troppi problemi visto che è magra, si sente sprofondare. Quando poi lei si allontana per tornare a casa lui si sente come gli fosse caduto il mondo addosso: immagina di non amare mai una futura donna come amava lei, e ricordando tutte le canzoni che le dedicò decide di restare solo, sperando che lei un giorno si volti indietro e torni da lui.
Quante volte
Quante volte ha come oggetto la vita di un ragazzo, che sembra segnata da vari episodi deludenti: il ricordo dei genitori che litigavano, la rottura di un'amicizia da lui voluta per immaturità dell'amico, gli occhiali che odiava da ragazzino, la paura di guardarsi allo specchio quando si sente giù, la paura di non essere diventato quello che sognava... tutto ciò appare piccolo di fronte alla ricerca di Dio, tra le domande interiori sulla sua esistenza e vicinanza, ricordando che lui l'ha sempre cercato, soprattutto nei momenti difficili di solitudine.
Mentre il brano Solo è presentato nella stessa versione presente sull'album di 5'00", la facciata B, Quante Volte, appare sfumata e più corta di 27" rispetto ai 5'27" dell'LP. Si perde, pertanto, una buona porzione della coda strumentale arrangiata da Toto Torquati che la caratterizza. Da notare che sarà questa versione "edit" a essere utilizzata per le ulteriori ristampe dell'album su CD negli anni duemila. Per ritrovare la versione completa su compact disc bisognerà aspettare la raccolta antologica Tutti qui (2005).

## Accoglienza
Il disco entra nella top ten dei singoli più venduti in Italia il 12 febbraio 1977 all'ottava posizione, e arriverà al suo massimo alla terza, dove rimarrà per cinque settimane non consecutive. In totale il disco rimase in top ten per venti settimane, uscendone definitivamente il 25 giugno. Alla fine dell'anno il singolo risulterà essere il settimo più venduto dell'anno.

## Cover
Una rivisitazione della canzone Solo compare nell'omonimo album di esordio del gruppo progressive rock Christadoro, del 2017.

## Classifiche
| Posizione | 8 | 7 | 7 | 4 | 3 | 3 | 3 | 5 | 6 | 6 | 6 | 6 | 3 | 5 | 5 | 3 | 5 | 8 | 7 | 5 |